# ヒラム・ボカチカ
ヒラム・ガブリエル・ボカチカ・コローン（Hiram Gabriel Bocachica Colón, 1976年3月4日 - ）は、プエルトリコのポンセ出身の元プロ野球選手（外野手）。右投右打。
日本時代の愛称は「ボカ」。英語の発音リスペリングはHear-ram Bow-ka-cheeka (ヒーラム・ボウカーチーカ)。

## 経歴

### プロ入りとエクスポズ傘下時代
1994年6月2日のMLBドラフト1巡目（全体21位）でモントリオール・エクスポズから指名を受け、同年6月6日に契約を結んだ。契約後、傘下のルーキー級ガルフ・コーストリーグ・エクスポズでプロデビュー。43試合に出場して打率.280・5本塁打・16打点・11盗塁という成績を残した。また、来日後は外野守備に就いていたが、この頃は外野手として試合に出場する事は無く、全ての試合に遊撃手として出場している。
1995年はA-級オールバニ・ポールキャッツで96試合に出場し、リーグ3位となる47盗塁をマークした。
1996年はルーキー級ガルフ・コーストリーグ・エクスポズへの降格も経験したが、エクスポズでは9試合に出場したのみで、それ以外のシーズンはA-級オールバニでのプレーとなった。成績面においては、盗塁が約半減となる23個まで減少したが、2球団トータルで.328という打率を記録した。
1997年はAA級ハリスバーグ・セネターズに昇格。打率.278・11本塁打・35打点・29盗塁という成績を残し、特に本塁打に関しては自身初の二桁到達となった。
1998年はボカチカにとって多忙な1年となった。前年と同じAA級ハリスバーグで開幕を迎え、そこで80試合に出場。その後、AAA級オタワ・リンクスに昇格した。

### ドジャース時代
1998年7月31日のロサンゼルス・ドジャースとの大型トレードにより、ドジャースへと移籍する事になった。このトレードの交換要員には、ブラディミール・ゲレーロの兄であるウィルトン・ゲレーロと、後にシカゴ・カブスなどで先発投手として活躍するテッド・リリーが含まれていた。しかし、いきなりメジャーリーグデビューのチャンスが訪れたわけではなく、移籍後はAAA級アルバカーキ・デュークスで試合に出場していた。実際に外野守備につき始めたのはこの年からであり、この年は出場全試合で外野を守り、内野守備には就かなかった。
1999年はAA級サンアントニオ・ミッションズに降格したが、123試合に出場して打率.291・30盗塁をマーク。また、打撃面では二塁打、三塁打、本塁打の全てで2ケタ以上の数値を記録した。
2000年9月13日の試合で、メジャーデビューを果たした。この年、メジャーリーグでは8試合にしか出場しなかったが、打率.300という数値をマークした。マイナーリーグでは、AAA級アルバカーキで124試合に出場して打率.322・23本塁打・84打点・10盗塁という成績をマークした。
2001年になると、出場機会が大幅に増加。外野の両翼及び二塁、三塁を守り、75試合に出場した。
2002年もドジャースで開幕を迎えた。

### タイガース時代
2002年7月25日に自身2度目となるシーズン中のトレードにより、デトロイト・タイガースに移籍。2球団トータルでは83試合の出場で、打率.220・8本塁打・17打点・3盗塁という成績を残した。また、2001年と2002年の2年間は、マイナーリーグでの試合出場が1度も無いシーズンとなった。
2003年は、タイガースでプレーするが、わずか6試合の出場に留まり、打率も.045という低水準だった。この年は傘下のAAA級トレド・マッドヘンズでも打率.242と、過去の成績と比較すると低調だった。同年シーズンオフに自身初のFAとなった。

### マリナーズ時代
2003年オフにシアトル・マリナーズと契約を結んだ。
2004年は、マリナーズで50試合に出場。イチローと共に右中間の守備に就いた事もあった。この年に記録した.244という打率は、メジャーリーグで50試合以上に出場したシーズンの中では最高の数値である。2004年のオフ、またしてもFAとなった。

### アスレチックス時代
2004年オフにオークランド・アスレチックスと契約を結んだ。
2005年のオフにFAとなった時は、アスレチックスと再契約を結んでいる。しかし、2005年と2006年の2年間は、17試合で打率.156という成績しか残せなかった。
2007年もアスレチックスに在籍。この年にアスレチックスで放ったヒットは1本だけだが、そのヒットは本塁打だった。

### パドレス時代
2007年シーズン途中にウェイバー公示により、サンディエゴ・パドレスに移った。

### 西武時代
2007年12月3日、埼玉西武ライオンズへの入団が発表された。入団会見で名前に引っかけて「ボカチカ打って、新聞の見出しにも使われて、人気のある選手になって欲しい」と球団社長からコメントされた。
2008年は、開幕直後の変化球攻めに苦しみ、まもなく2軍落ちとなった。その後、風邪をひいたおかげで体が絞られ、「変化球に対応するアイディアを得た」ことにより、復帰後には主に9番打者を務め、10試合で打率4割と6本塁打を打ち、「恐怖の9番打者」として話題になった。8月のオリンピック期間中には代表選手として離脱した中島裕之に代わって3番に抜擢され、8月4日の対千葉ロッテマリーンズ戦で2本塁打・7打点を記録した。オリンピック後は出番も少なくなり、出場は78試合に留まったものの、シーズンが終わってみれば、わずか239打数で20本塁打という驚異的な数字をマークしている。その一方で、守備面ではシーズン前に「守備の人」という評価もあったが、目を見張る強肩はあるものの打球判断が決定的に悪く「打球が来る前にジャンプ」「間に合わない打球に飛び込んで後逸」「スライディングキャッチして処理が遅れる」などの雑なプレーで、相手の長打や得点をアシストしてしまう場面が目立った。単年契約であったため、クレイグ・ブラゼルとともに、2009年の契約はクライマックスシリーズ、チームが勝ち進んだ場合は日本シリーズのそれぞれの成績次第、と予め球団から通告されていた。クライマックスシリーズでは7打数1安打と期待に応えることができず、日本シリーズでもなかなか調子が上がらなかった。しかし、第7戦では2点ビハインドの場面で代打で起用され、1点差に追いあげる本塁打を放った。この本塁打が最終的に3-2で逆転日本一となった起爆剤となったため、契約が更新された。
2009年は開幕スタメンで起用されるものの、監督・コーチとの確執もあり前年と同様に一軍と二軍を往復させられ、出場は75試合にとどまり、打率.215、本塁打13本と結果を出せなかった。10月13日、自由契約公示された。

### 西武退団後
2010年4月12日、独立リーグ・アトランティックリーグのブリッジポート・ブルーフィッシュと契約。このシーズン途中から2011年までリーガ・メヒカーナ・デ・ベイスボルでプレーした。2011年オフにリーガ・デ・ベイスボル・プロフェシオナル・ロベルト・クレメンテのヒガンテス・デ・カロリーナでプレーし、その後は公の場でのプレーはしていない。

### 現役引退後
2018年シーズンはアスレチックス傘下のマイナー球団の巡回インストラクターを務めた。
2019年はアスレチックス傘下ルーキー級のAZLアスレチックスの監督を務めた。
2021年はテキサス・レンジャーズ傘下A+級のヒッコリー・クロウダッズの打撃コーチを務めた。
2022年6月10日にリーガ・メヒカーナ・デ・ベイスボルのグアダラハラ・マリアッチスの打撃コーチに就任した。

## 詳細情報

### 年度別打撃成績
| 年 度    | 球 団    | 試 合 | 打 席 | 打 数 | 得 点 | 安 打 | 二 塁 打 | 三 塁 打 | 本 塁 打 | 塁 打 | 打 点 | 盗 塁 | 盗 塁 死 | 犠 打 | 犠 飛 | 四 球 | 敬 遠 | 死 球 | 三 振 | 併 殺 打 | 打 率 | 出 塁 率 | 長 打 率 | O P S |
| -------- | -------- | ----- | ----- | ----- | ----- | ----- | -------- | -------- | -------- | ----- | ----- | ----- | -------- | ----- | ----- | ----- | ----- | ----- | ----- | -------- | ----- | -------- | -------- | ----- |
| 2000     | LAD      | 8     | 10    | 10    | 2     | 3     | 0        | 0        | 0        | 3     | 0     | 0     | 0        | 0     | 0     | 0     | 0     | 0     | 2     | 0        | .300  | .300     | .300     | .600  |
| 2001     | LAD      | 75    | 143   | 133   | 15    | 31    | 11       | 1        | 2        | 50    | 9     | 4     | 1        | 0     | 0     | 9     | 0     | 1     | 33    | 1        | .233  | .287     | .376     | .663  |
| 2002     | LAD      | 49    | 70    | 65    | 12    | 14    | 3        | 0        | 4        | 29    | 9     | 1     | 1        | 0     | 0     | 5     | 0     | 0     | 19    | 1        | .215  | .271     | .446     | .718  |
| 2002     | DET      | 34    | 109   | 103   | 14    | 23    | 4        | 0        | 4        | 39    | 8     | 2     | 2        | 1     | 0     | 5     | 0     | 0     | 22    | 2        | .223  | .259     | .379     | .638  |
| '02計    | DET      | 83    | 179   | 168   | 26    | 37    | 7        | 0        | 8        | 68    | 17    | 3     | 3        | 1     | 0     | 10    | 0     | 0     | 41    | 3        | .220  | .264     | .405     | .669  |
| 2003     | DET      | 6     | 22    | 22    | 1     | 1     | 1        | 0        | 0        | 2     | 0     | 0     | 0        | 0     | 0     | 0     | 0     | 0     | 7     | 0        | .045  | .045     | .091     | .136  |
| 2004     | SEA      | 50    | 107   | 90    | 9     | 22    | 5        | 0        | 3        | 36    | 6     | 5     | 4        | 3     | 1     | 12    | 0     | 1     | 27    | 1        | .244  | .337     | .400     | .737  |
| 2005     | OAK      | 9     | 19    | 19    | 2     | 2     | 0        | 0        | 0        | 2     | 0     | 0     | 0        | 0     | 0     | 0     | 0     | 0     | 7     | 0        | .105  | .105     | .105     | .211  |
| 2006     | OAK      | 8     | 16    | 13    | 3     | 3     | 0        | 0        | 0        | 3     | 0     | 1     | 0        | 0     | 0     | 3     | 0     | 0     | 4     | 0        | .231  | .375     | .231     | .606  |
| 2007     | OAK      | 6     | 20    | 17    | 2     | 1     | 0        | 0        | 1        | 4     | 3     | 0     | 0        | 0     | 1     | 2     | 0     | 0     | 5     | 1        | .059  | .150     | .235     | .385  |
| 2007     | SD       | 27    | 68    | 63    | 9     | 15    | 4        | 0        | 1        | 22    | 2     | 3     | 2        | 0     | 0     | 5     | 0     | 0     | 13    | 0        | .238  | .294     | .349     | .643  |
| '07計    | SD       | 33    | 88    | 80    | 11    | 16    | 4        | 0        | 2        | 26    | 5     | 3     | 2        | 0     | 1     | 7     | 0     | 0     | 18    | 1        | .200  | .261     | .325     | .586  |
| 2008     | 西武     | 78    | 279   | 239   | 43    | 60    | 13       | 0        | 20       | 133   | 47    | 3     | 3        | 3     | 2     | 24    | 0     | 11    | 76    | 2        | .251  | .344     | .556     | .901  |
| 2009     | 西武     | 75    | 236   | 195   | 29    | 42    | 8        | 1        | 13       | 91    | 32    | 2     | 2        | 2     | 1     | 32    | 0     | 6     | 77    | 3        | .215  | .342     | .467     | .809  |
| MLB：8年 | MLB：8年 | 272   | 584   | 535   | 69    | 115   | 28       | 1        | 15       | 190   | 37    | 16    | 10       | 4     | 2     | 41    | 0     | 2     | 139   | 6        | .215  | .272     | .355     | .628  |
| NPB：2年 | NPB：2年 | 153   | 515   | 434   | 72    | 102   | 21       | 1        | 33       | 224   | 79    | 5     | 5        | 5     | 3     | 56    | 0     | 17    | 153   | 5        | .235  | .343     | .516     | .859  |

### 年度別守備成績
内野守備
| 年 度 | 球 団 | 二塁（2B） | 二塁（2B） | 二塁（2B） | 二塁（2B） | 二塁（2B） | 二塁（2B） | 三塁（3B） | 三塁（3B） | 三塁（3B） | 三塁（3B） | 三塁（3B） | 三塁（3B） |
| 年 度 | 球 団 | 試 合      | 刺 殺      | 補 殺      | 失 策      | 併 殺      | 守 備 率   | 試 合      | 刺 殺      | 補 殺      | 失 策      | 併 殺      | 守 備 率   |
| ----- | ----- | ---------- | ---------- | ---------- | ---------- | ---------- | ---------- | ---------- | ---------- | ---------- | ---------- | ---------- | ---------- |
| 2000  | LAD   | 2          | 3          | 9          | 0          | 2          | 1.000      | -          | -          | -          | -          | -          | -          |
| 2001  | LAD   | 19         | 23         | 41         | 4          | 8          | .941       | 8          | 1          | 6          | 2          | 0          | .778       |
| 2002  | DET   | 2          | 1          | 4          | 0          | 0          | 1.000      | -          | -          | -          | -          | -          | -          |
| 2005  | OAK   | -          | -          | -          | -          | -          | -          | 2          | 2          | 3          | 0          | 1          | 1.000      |
| MLB   | MLB   | 23         | 27         | 54         | 4          | 10         | .953       | 10         | 3          | 9          | 2          | 1          | .857       |

外野守備
| 年 度 | 球 団 | 左翼（LF） | 左翼（LF） | 左翼（LF） | 左翼（LF） | 左翼（LF） | 左翼（LF） | 中堅（CF） | 中堅（CF） | 中堅（CF） | 中堅（CF） | 中堅（CF） | 中堅（CF） | 右翼（RF） | 右翼（RF） | 右翼（RF） | 右翼（RF） | 右翼（RF） | 右翼（RF） |
| 年 度 | 球 団 | 試 合      | 刺 殺      | 補 殺      | 失 策      | 併 殺      | 守 備 率   | 試 合      | 刺 殺      | 補 殺      | 失 策      | 併 殺      | 守 備 率   | 試 合      | 刺 殺      | 補 殺      | 失 策      | 併 殺      | 守 備 率   |
| ----- | ----- | ---------- | ---------- | ---------- | ---------- | ---------- | ---------- | ---------- | ---------- | ---------- | ---------- | ---------- | ---------- | ---------- | ---------- | ---------- | ---------- | ---------- | ---------- |
| 2001  | LAD   | 10         | 7          | 0          | 1          | 0          | .875       | -          | -          | -          | -          | -          | -          | 3          | 1          | 0          | 0          | 0          | 1.000      |
| 2002  | LAD   | 19         | 20         | 0          | 1          | 0          | .952       | 3          | 3          | 0          | 0          | 0          | 1.000      | 2          | 0          | 0          | 0          | 0          | ----       |
| 2002  | DET   | 1          | 0          | 0          | 0          | 0          | ----       | 27         | 48         | 1          | 2          | 0          | .961       | 4          | 6          | 2          | 0          | 0          | 1.000      |
| '02計 | DET   | 20         | 20         | 0          | 1          | 0          | .952       | 30         | 51         | 1          | 2          | 0          | .963       | 6          | 6          | 2          | 0          | 0          | 1.000      |
| 2003  | DET   | 1          | 2          | 0          | 0          | 0          | 1.000      | 5          | 9          | 1          | 0          | 0          | 1.000      | -          | -          | -          | -          | -          | -          |
| 2004  | SEA   | 1          | 0          | 0          | 0          | 0          | ----       | 32         | 63         | 0          | 0          | 0          | 1.000      | 12         | 5          | 0          | 0          | 0          | 1.000      |
| 2005  | OAK   | -          | -          | -          | -          | -          | -          | 1          | 3          | 0          | 0          | 0          | 1.000      | 5          | 3          | 0          | 0          | 0          | 1.000      |
| 2006  | OAK   | 1          | 1          | 0          | 0          | 0          | 1.000      | 4          | 2          | 0          | 0          | 0          | 1.000      | 3          | 2          | 0          | 0          | 0          | 1.000      |
| 2007  | OAK   | -          | -          | -          | -          | -          | -          | 6          | 10         | 0          | 1          | 0          | .909       | -          | -          | -          | -          | -          | -          |
| 2007  | SD    | 2          | 3          | 0          | 0          | 0          | 1.000      | 6          | 11         | 1          | 0          | 1          | 1.000      | 15         | 21         | 1          | 0          | 0          | 1.000      |
| '07計 | SD    | 2          | 3          | 0          | 0          | 0          | 1.000      | 12         | 21         | 1          | 1          | 1          | .957       | 15         | 21         | 1          | 0          | 0          | 1.000      |
| MLB   | MLB   | 35         | 33         | 0          | 2          | 0          | .943       | 84         | 149        | 3          | 3          | 1          | .981       | 44         | 38         | 3          | 0          | 0          | 1.000      |

| 年 度 | 球 団 | 外野（OF） | 外野（OF） | 外野（OF） | 外野（OF） | 外野（OF） | 外野（OF） |
| 年 度 | 球 団 | 試 合      | 刺 殺      | 補 殺      | 失 策      | 併 殺      | 守 備 率   |
| ----- | ----- | ---------- | ---------- | ---------- | ---------- | ---------- | ---------- |
| 2008  | 西武  | 74         | 148        | 6          | 7          | 0          | .957       |
| 2009  | 西武  | 43         | 75         | 2          | 1          | 1          | .987       |
| NPB   | NPB   | 117        | 223        | 8          | 8          | 1          | .967       |

- 各年度の太字はリーグ最高

### 記録
NPB
- 初出場・初先発出場：2008年3月20日、対オリックス・バファローズ1回戦（西武ドーム）、7番・中堅手で先発出場
- 初打席：同上、2回裏に金子千尋の前に見逃し三振
- 初安打：2008年3月26日、対北海道日本ハムファイターズ2回戦（札幌ドーム）、5回表に吉川光夫から左前安打
- 初本塁打・初打点：2008年3月30日、対福岡ソフトバンクホークス3回戦（西武ドーム）、4回裏に大場翔太から右越3ラン
- 初盗塁：2008年5月13日、対福岡ソフトバンクホークス10回戦（サンマリンスタジアム宮崎）、3回表に二盗（投手：和田毅、捕手：山崎勝己）

### 背番号
- 48（2000年 - 2001年途中）
- 33（2001年途中 - 同年終了）
- 26（2002年 - 同年途中、2003年）
- 22（2002年途中 - 同年終了）
- 44（2004年、2006年 - 2007年途中）
- 28（2005年）
- 7（2007年途中 - 同年終了）
- 55（2008年 - 2009年）